# LADYBUG (バンド)
LADYBUG（レディーバグ）は、東京で結成された4ピースバンド。現在は活動を休止中。
2004年6月23日にシングル「FLASH」でメジャーデビュー。所属レーベルはVAP。シングル「オレンジ」が、STVラジオの12月推薦曲に決定し、北海道区に名をとどろかせた。

## メンバー

### 現メンバー
- 成田喜秋（Vocal＆Guitar）―1980年9月30日生。東京都狛江市出身。
活動休止後は新バンド『Procyon』を結成し、精力的に活動を続けている。
- 赤嶺裕樹（Guitar＆Vocal）―1979年10月16日生。沖縄県浦添市出身。
活動休止後は沖縄で音楽活動を続けている。

現在二人組からなるユニット「ますかけ」を結成し主に東京にて活動中。

### 元メンバー
- 笹川 厚（Bass）―1980年10月30日生。神奈川県横浜市出身。
主に作詞を担当した。元リーダー。
2006年3月18日のライブをもってLADYBUGを脱退。
- 西野友朗（Drums）―1979年1月18日生。奈良県奈良市出身。
愛称は「デニー」。
2006年7月2日のライブをもってLADYBUGを脱退。
現在はvo.成田のバンド『Procyon』で活動中。

## ディスコグラフィー

### シングル
インディーズ
1. 君と僕の歌 （2002年10月26日）

メジャー
1. FLASH （2004年6月23日）
2. 声 （2004年10月21日）TBS系列COUNT DOWN TVエンディングテーマ
3. 五月雨／キミノカケラ （2005年5月25日）
4. オレンジ／REAL SONG （2005年11月23日）

### アルバム
インディーズ
1. Ladybugs （2001年1月21日。2005年8月24日復刻リリース）ミニアルバム
2. 前略、ボク達へ （2003年7月30日）

メジャー
1. ラフレター （2004年11月25日）
2. ひとつ （2006年1月25日）

### その他
- みんなのクリスマス（2005年12月24日LADYBUGが贈る「メリーハマスマス THE LIVE 2005」~サンタがボブスレーでやってクール?~にて演奏・CD配布）